# Großer Preis von Belgien 1979
Der Große Preis von Belgien 1979 (offiziell XXXVII Grote Prijs van Belgie) fand am 13. Mai auf dem Circuit Zolder in Zolder-Terlaemen statt und war das sechste Rennen der Automobil-Weltmeisterschaft 1979.

## Berichte

### Hintergrund
Erstmals seit dem Großen Preis von Spanien 1951 beteiligte sich Alfa Romeo nicht nur als Motorenlieferant, sondern wieder als eigenständiges Werksteam mit eigenem Fahrzeug in der Formel 1. Bruno Giacomelli wurde engagiert, um den Alfa Romeo 177 des Teams Autodelta, welches die Werkseinsätze des italienischen Herstellers durchführte, zu pilotieren.
Aufgrund einiger Probleme mit dem neuen Wagen entschied sich Mario Andretti, wieder den ausgereiften Lotus 79 einzusetzen. Sein Teamkollege Carlos Reutemann lehnte den neuen Lotus 80 generell ab.
Da eines der beiden Exemplare des neuen McLaren M28 bei einem Unfall während Testfahrten im Vorfeld des Grand Prix von John Watson schwer beschädigt worden war, musste Patrick Tambay das Rennwochenende mit dem M26 bestreiten.

### Training
Erneut dominierten die Ligier-Piloten Jacques Laffite und Patrick Depailler das Training. Für die zweite Startreihe qualifizierten sich die beiden aufstrebenden Piloten Nelson Piquet und Alan Jones vor Andretti und Gilles Villeneuve. Die Teamkollegen der beiden letztgenannten, Jody Scheckter und Reutemann, folgten in Reihe vier.
Zu den vier Piloten, die sich nicht für einen der 24 Startplätze qualifizieren konnten, zählte mit Tambay auch ein Fahrer eines ehemaligen Weltmeister-Teams.

### Rennen
Während Laffite auf den vierten Rang zurückfiel, übernahm Depailler zunächst die Führung vor Piquet und Jones.
In der zweiten Runde kollidierte Scheckter mit Clay Regazzoni. Ebenfalls in den Unfall verwickelt wurde Villeneuve. Während für Regazzoni das Rennen beendet war, konnten beide Ferrari-Piloten weiterfahren. Villeneuve musste allerdings die Box aufsuchen, um die beschädigte Front seines Wagens austauschen zu lassen.
In der vierten Runde übernahm Laffite den dritten Rang von Piquet. Unterdessen überholte Scheckter den fünftplatzierten Andretti und wenig später ebenfalls Piquet. Bis zur 19. Runde arbeitete sich Laffite bis an die Spitze nach vorn. Von dieser Position wurde er vier Umläufe später von Jones verdrängt. In dieser aussichtsreichen Position liegend schied der Australier allerdings in der 40. Runde aufgrund eines Elektrikdefektes aus.
Depailler, der nach dem Ausfall von Jones erneut die Führung übernommen hatte, schied in der 46. Runde nach einem Fahrfehler aus. Bis zur 54. Runde nahm daraufhin wieder sein Teamkollege Laffite die Spitzenposition ein. Von dieser wurde er allerdings in Runde 54 durch Scheckter endgültig verdrängt.
Villeneuve lag bis zur vorletzten Runde auf dem dritten Rang, fiel dann jedoch aufgrund von Kraftstoffmangel aus und wurde aufgrund seiner zurückgelegten Distanz als Siebter gewertet. Den dritten Platz belegte letztendlich Didier Pironi. Reutemann, Riccardo Patrese und Watson folgten auf den Plätzen vier bis sechs.

## Meldeliste
| Team                          | Nr. | Fahrer                 | Chassis        | Motor                     | Reifen |
| ----------------------------- | --- | ---------------------- | -------------- | ------------------------- | ------ |
| Martini Racing Team Lotus     | 01  | Mario Andretti         | Lotus 79       | Ford Cosworth DFV 3.0 V8  | G      |
| Martini Racing Team Lotus     | 02  | Carlos Reutemann       | Lotus 79       | Ford Cosworth DFV 3.0 V8  | G      |
| Candy Tyrrell Team            | 03  | Didier Pironi          | Tyrrell 009    | Ford Cosworth DFV 3.0 V8  | G      |
| Candy Tyrrell Team            | 04  | Jean-Pierre Jarier     | Tyrrell 009    | Ford Cosworth DFV 3.0 V8  | G      |
| Parmalat Racing Team          | 05  | Niki Lauda             | Brabham BT48   | Alfa Romeo 1260 3.0 V12   | G      |
| Parmalat Racing Team          | 06  | Nelson Piquet          | Brabham BT48   | Alfa Romeo 1260 3.0 V12   | G      |
| Marlboro Team McLaren         | 07  | John Watson            | McLaren M28B   | Ford Cosworth DFV 3.0 V8  | G      |
| Marlboro Team McLaren         | 08  | Patrick Tambay         | McLaren M26    | Ford Cosworth DFV 3.0 V8  | G      |
| ATS Wheels                    | 09  | Hans-Joachim Stuck     | ATS D2         | Ford Cosworth DFV 3.0 V8  | G      |
| Scuderia Ferrari SpA SEFAC    | 11  | Jody Scheckter         | Ferrari 312T4  | Ferrari 015 3.0 F12       | M      |
| Scuderia Ferrari SpA SEFAC    | 12  | Gilles Villeneuve      | Ferrari 312T4  | Ferrari 015 3.0 F12       | M      |
| Fittipaldi Automotive         | 14  | Emerson Fittipaldi     | Fittipaldi F5A | Ford Cosworth DFV 3.0 V8  | G      |
| Équipe Renault Elf            | 15  | Jean-Pierre Jabouille  | Renault RS10   | Renault EF1 1.5 V6t       | M      |
| Équipe Renault Elf            | 16  | René Arnoux            | Renault RS01   | Renault EF1 1.5 V6t       | M      |
| Samson Shadow Racing Team     | 17  | Jan Lammers            | Shadow DN9     | Ford Cosworth DFV 3.0 V8  | G      |
| Interscope Shadow Racing Team | 18  | Elio de Angelis        | Shadow DN9     | Ford Cosworth DFV 3.0 V8  | G      |
| Olympus Cameras Wolf Racing   | 20  | James Hunt             | Wolf WR8       | Ford Cosworth DFV 3.0 V8  | G      |
| Team Ensign                   | 22  | Derek Daly             | Ensign N177    | Ford Cosworth DFV 3.0 V8  | G      |
| Team Merzario                 | 24  | Arturo Merzario        | Merzario A3    | Ford Cosworth DFV 3.0 V8  | G      |
| Ligier Gitanes                | 25  | Patrick Depailler      | Ligier JS11    | Ford Cosworth DFV 3.0 V8  | G      |
| Ligier Gitanes                | 26  | Jacques Laffite        | Ligier JS11    | Ford Cosworth DFV 3.0 V8  | G      |
| Albilad-Saudia Racing Team    | 27  | Alan Jones             | Williams FW07  | Ford Cosworth DFV 3.0 V8  | G      |
| Albilad-Saudia Racing Team    | 28  | Clay Regazzoni         | Williams FW07  | Ford Cosworth DFV 3.0 V8  | G      |
| Warsteiner Arrows Racing Team | 29  | Riccardo Patrese       | Arrows A1B     | Ford Cosworth DFV 3.0 V8  | G      |
| Warsteiner Arrows Racing Team | 30  | Jochen Mass            | Arrows A1B     | Ford Cosworth DFV 3.0 V8  | G      |
| Team Rebaque                  | 31  | Héctor Rebaque         | Lotus 79       | Ford Cosworth DFV 3.0 V8  | G      |
| Autodelta                     | 35  | Bruno Giacomelli       | Alfa Romeo 177 | Alfa Romeo 115-12 3.0 F12 | G      |
| Willi Kauhsen Racing Team     | 36  | Gianfranco Brancatelli | Kauhsen WK     | Ford Cosworth DFV 3.0 V8  | G      |

## Klassifikationen

### Startaufstellung
| Pos. | Fahrer                 | Konstrukteur       | Zeit    | Ø-Geschwindigkeit | Start |
| ---- | ---------------------- | ------------------ | ------- | ----------------- | ----- |
| 01   | Jacques Laffite        | Ligier-Ford        | 1:21,13 | 189,119 km/h      | 01    |
| 02   | Patrick Depailler      | Ligier-Ford        | 1:21,20 | 188,956 km/h      | 02    |
| 03   | Nelson Piquet          | Brabham-Alfa Romeo | 1:21,35 | 188,607 km/h      | 03    |
| 04   | Alan Jones             | Williams-Ford      | 1:21,59 | 188,052 km/h      | 04    |
| 05   | Mario Andretti         | Lotus-Ford         | 1:21,83 | 187,501 km/h      | 05    |
| 06   | Gilles Villeneuve      | Ferrari            | 1:22,08 | 186,930 km/h      | 06    |
| 07   | Jody Scheckter         | Ferrari            | 1:22,09 | 186,907 km/h      | 07    |
| 08   | Clay Regazzoni         | Williams-Ford      | 1:22,40 | 186,204 km/h      | 08    |
| 09   | James Hunt             | Wolf-Ford          | 1:22,55 | 185,866 km/h      | 09    |
| 10   | Carlos Reutemann       | Lotus-Ford         | 1:22,56 | 185,843 km/h      | 10    |
| 11   | Jean-Pierre Jarier     | Tyrrell-Ford       | 1:22,68 | 185,573 km/h      | 11    |
| 12   | Didier Pironi          | Tyrrell-Ford       | 1:22,85 | 185,193 km/h      | 12    |
| 13   | Niki Lauda             | Brabham-Alfa Romeo | 1:22,87 | 185,148 km/h      | 13    |
| 14   | Bruno Giacomelli       | Alfa Romeo         | 1:23,15 | 184,524 km/h      | 14    |
| 15   | Héctor Rebaque         | Lotus-Ford         | 1:23,63 | 183,465 km/h      | 15    |
| 16   | Riccardo Patrese       | Arrows-Ford        | 1:23,92 | 182,831 km/h      | 16    |
| 17   | Jean-Pierre Jabouille  | Renault            | 1:24,02 | 182,614 km/h      | 17    |
| 18   | René Arnoux            | Renault            | 1:24,33 | 181,942 km/h      | 18    |
| 19   | John Watson            | McLaren-Ford       | 1:24,37 | 181,856 km/h      | 19    |
| 20   | Hans-Joachim Stuck     | ATS-Ford           | 1:24,62 | 181,319 km/h      | 20    |
| 21   | Jan Lammers            | Shadow-Ford        | 1:24,76 | 181,019 km/h      | 21    |
| 22   | Jochen Mass            | Arrows-Ford        | 1:25,08 | 180,339 km/h      | 22    |
| 23   | Emerson Fittipaldi     | Fittipaldi-Ford    | 1:25,18 | 180,127 km/h      | 23    |
| 24   | Elio de Angelis        | Shadow-Ford        | 1:25,48 | 179,495 km/h      | 24    |
| DNQ  | Patrick Tambay         | McLaren-Ford       | 1:25,69 | 179,055 km/h      | –     |
| DNQ  | Arturo Merzario        | Merzario-Ford      | 1:25,92 | 178,575 km/h      | –     |
| DNQ  | Derek Daly             | Ensign-Ford        | 1:27,83 | 174,692 km/h      | –     |
| DNQ  | Gianfranco Brancatelli | Kauhsen-Ford       | 1:34,48 | 162,396 km/h      | –     |

### Rennen
| Pos. | Fahrer                | Konstrukteur       | Runden | Stopps | Zeit       | Start | Schnellste Runde |
| ---- | --------------------- | ------------------ | ------ | ------ | ---------- | ----- | ---------------- |
| 01   | Jody Scheckter        | Ferrari            | 70     | 0      | 1:39:59,53 | 07    | 1:23,39          |
| 02   | Jacques Laffite       | Ligier-Ford        | 70     | 0      | + 15,36    | 01    | 1:23,78          |
| 03   | Didier Pironi         | Tyrrell-Ford       | 70     | 0      | + 35,17    | 12    | 1:24,32          |
| 04   | Carlos Reutemann      | Lotus-Ford         | 70     | 1      | + 46,49    | 10    | 1:23,89          |
| 05   | Riccardo Patrese      | Arrows-Ford        | 70     | 0      | + 1:04,31  | 16    | 1:25,16          |
| 06   | John Watson           | McLaren-Ford       | 70     | 0      | + 1:05,85  | 19    | 1:24,15          |
| 07   | Gilles Villeneuve     | Ferrari            | 69     | 1      | DNF        | 06    | 1:23,09 (63.)    |
| 08   | Hans-Joachim Stuck    | ATS-Ford           | 69     | 1      | + 1 Runde  | 20    | 1:24,84          |
| 09   | Emerson Fittipaldi    | Fittipaldi-Ford    | 68     | 0      | + 2 Runden | 23    | 1:25,34          |
| 10   | Jan Lammers           | Shadow-Ford        | 68     | 0      | + 2 Runden | 21    | 1:26,64          |
| 11   | Jean-Pierre Jarier    | Tyrrell-Ford       | 67     | 1      | + 3 Runden | 11    | 1:24,69          |
| –    | Patrick Depailler     | Ligier-Ford        | 46     | 0      | DNF        | 02    | 1:24,12          |
| –    | James Hunt            | Wolf-Ford          | 40     | 0      | DNF        | 09    | 1:24,07          |
| –    | Alan Jones            | Williams-Ford      | 39     | 0      | DNF        | 04    | 1:23,44          |
| –    | Mario Andretti        | Lotus-Ford         | 27     | 0      | DNF        | 05    | 1:24,57          |
| –    | Nelson Piquet         | Brabham-Alfa Romeo | 23     | 1      | DNF        | 03    | 1:24,61          |
| –    | Niki Lauda            | Brabham-Alfa Romeo | 23     | 0      | DNF        | 13    | 1:24,83          |
| –    | René Arnoux           | Renault            | 22     | 0      | DNF        | 18    | 1:26,43          |
| –    | Bruno Giacomelli      | Alfa Romeo         | 21     | 0      | DNF        | 14    | 1:25,53          |
| –    | Elio de Angelis       | Shadow-Ford        | 21     | 0      | DNF        | 24    | 1:25,19          |
| –    | Jochen Mass           | Arrows-Ford        | 17     | 0      | DNF        | 22    | 1:26,31          |
| –    | Héctor Rebaque        | Lotus-Ford         | 13     | 0      | DNF        | 15    | 1:25,85          |
| –    | Jean-Pierre Jabouille | Renault            | 13     | 0      | DNF        | 17    | 1:27,36          |
| –    | Clay Regazzoni        | Williams-Ford      | 1      | 0      | DNF        | 08    | 1:42,72          |

## WM-Stände nach dem Rennen
Die ersten sechs des Rennens bekamen 9, 6, 4, 3, 2 bzw. 1 Punkt(e). Es zählten nur die besten vier Ergebnisse aus den ersten sieben Rennen und die besten vier Ergebnisse aus den letzten acht Rennen. In der Konstrukteurswertung wurden alle Resultate gewertet. Streichresultate sind in Klammern gesetzt.

### Fahrerwertung
| Pos. | Fahrer             | Konstrukteur       | Punkte  |
| ---- | ------------------ | ------------------ | ------- |
| 01   | Jacques Laffite    | Ligier-Ford        | 24      |
| 02   | Jody Scheckter     | Ferrari            | 24 (25) |
| 03   | Gilles Villeneuve  | Ferrari            | 20      |
| 04   | Patrick Depailler  | Ligier-Ford        | 20      |
| 05   | Carlos Reutemann   | Lotus-Ford         | 19 (21) |
| 06   | Mario Andretti     | Lotus-Ford         | 12      |
| 07   | Didier Pironi      | Tyrrell-Ford       | 8       |
| 08   | Jean-Pierre Jarier | Tyrrell-Ford       | 7       |
| 09   | John Watson        | McLaren-Ford       | 5       |
| 10   | Alan Jones         | Williams-Ford      | 4       |
| 11   | Riccardo Patrese   | Arrows-Ford        | 2       |
| 12   | Emerson Fittipaldi | Fittipaldi-Ford    | 1       |
| 13   | Niki Lauda         | Brabham-Alfa Romeo | 1       |
| 14   | Jochen Mass        | Arrows-Ford        | 0       |

| Pos. | Fahrer                | Konstrukteur       | Punkte |
| ---- | --------------------- | ------------------ | ------ |
| 15   | Elio de Angelis       | Shadow-Ford        | 0      |
| 16   | Nelson Piquet         | Brabham-Alfa Romeo | 0      |
| 17   | Hans-Joachim Stuck    | ATS-Ford           | 0      |
| 18   | James Hunt            | Wolf-Ford          | 0      |
| 19   | Clay Regazzoni        | Williams-Ford      | 0      |
| 20   | René Arnoux           | Renault            | 0      |
| 21   | Jean-Pierre Jabouille | Renault            | 0      |
| 22   | Patrick Tambay        | McLaren-Ford       | 0      |
| 23   | Jan Lammers           | Shadow-Ford        | 0      |
| 24   | Derek Daly            | Ensign-Ford        | 0      |
| –    | Héctor Rebaque        | Lotus-Ford         | 0      |
| –    | Arturo Merzario       | Merzario-Ford      | 0      |
| –    | Bruno Giacomelli      | Alfa Romeo         | 0      |

### Konstrukteurswertung
| Pos. | Konstrukteur    | Punkte |
| ---- | --------------- | ------ |
| 01   | Ferrari         | 45     |
| 02   | Ligier-Ford     | 44     |
| 03   | Lotus-Ford      | 33     |
| 04   | Tyrrell-Ford    | 15     |
| 05   | McLaren-Ford    | 5      |
| 06   | Williams-Ford   | 4      |
| 07   | Arrows-Ford     | 2      |
| 08   | Fittipaldi-Ford | 1      |

| Pos. | Konstrukteur       | Punkte |
| ---- | ------------------ | ------ |
| 09   | Brabham-Alfa Romeo | 1      |
| 10   | Shadow-Ford        | 0      |
| 11   | Wolf-Ford          | 0      |
| 12   | Renault            | 0      |
| 13   | Ensign-Ford        | 0      |
| 14   | ATS-Ford           | 0      |
| –    | Merzario-Ford      | 0      |
| –    | Alfa Romeo         | 0      |